# Himleån
Himleån är ett vattendrag i Halland, Sverige som mynnar Varberg. Ån är klassad som riksintresse för fritidsfiske baserat på framförallt dess bestånd av havsöring och lax. Dess avrinningsområde gränsar till Ätran i öst och Viskan i norr

## Sträckning
Vattendraget har sin källa i sjöarna Stora och Lilla Neden på 76,7 meter över havet i närheten av Nösslinge och har sitt utlopp i Kattegatt alldeles norr om Getterön och Varberg. Den är 38 km lång och har ett cirka 201 km² stort avrinningsområde. Stora Neden är även centralorten Varbergs dricksvattentäkt. De östligaste delarna är skogsbevuxna, medan vattendraget i övrigt är en slättlandså. Större delen av avrinningsområdet låg under högsta kustlinjen. Det finns därför en trend med mest sand i inlandet (närmast isranden) och mer lera närmare den nuvarande kustlinjen.
Vid Kvarnagården öster om Varberg (nära länsväg 153) och vid Göingegården på Lindbergsvägen finns sevärda, mindre fall. Strax väster om Lindhovs gård passerar Ginstleden den utgrävda delen av ån på en äldre järnvägsbro.  
Vattendraget har flera biflöden, bl.a. Stenån i sydöst och Munkån som ansluter från norr nära mynningen. 

## Djurliv och miljöstatus
På grund av försurning kalkas Himleån sedan 1985. Här finns 13-15 olika fiskarter, bland annat gädda, lax, regnbåge och ål. Ett projekt för att restaurera Himleån startades 1989. Det ersattes senare av det som kallas Himleåns renässans, där renässans står för förnyelse.
Längs Stenån ligger Gässlösa naturreservat. Himleån mynnar genom fågelrika Getteröns naturreservat.

## Mänsklig historia
Vid Grimeton ligger Broåsens gravfält nära vattendraget. Fynd där antyder det var ett center under mitten av järnåldern (under 400-talet och 500-talet). Närmare mynningen och i användning fram till 900-talet ligger Korsgatans gravfält.
När staden Ny Varberg (även Nyby) byggdes öster om nuvarande Lindhovs kungsgård i början av 1400-talet kom ån, som här tillförts den mindre Munkån, att användas för transport mellan staden och de fartyg som ankrade vid Getterön. På grund av igenslamning grävdes vid sidan av ån en 700 meter lång kanal, som försågs med stenklädda kanter, sannolikt en av de första kanalerna i Sverige och Danmark, vilket senare land området (Halland) då tillhörde.
Längs Himleån och dess biflöden har det funnits många kvarnar. Dessa togs i drift från 1600-talet och fram till 1800-talet. I några av dess installerades i början av 1900-talet turbiner för elproduktion. Senare under 1900-talet då det vanlig elnätet byggts ut kom dessa turbiner att tas ur bruk, liksom kvarnarna. Skvaltkvarnen i Brännhult underhålls av den lokala hembygdsföreningen.
Under 1800-talet började man uppmärksamma möjligheterna att utvinna ny odlingsmark genom att torrlägga kärrmarkerna runt Himleån genom att räta dess lopp. 1834 påbörjades en utredning men det dröjde till 1842 innan arbetet kunde påbörjas. Med mudderpråmar drogs en ny rak fåra bredvid den gamla, men på vissa håll bland annat vid Åttabro följdes den gamla fåran. 1846 var arbetet färdigt. På 1800-talet kallades ån "Himlaån" på grund av sitt blåa vatten.[källa behövs]
En cykeltävling som har hållits sedan 2021 är uppkallad efter dalgången.